# بالا حسن‌لی
بالا حسن‌لی ( ترکی آذربایجانی: Bala Həsənli) یک منطقهٔ مسکونی در جمهوری آرتساخ است که در استان کاشاتاق واقع شده‌است.